# Stureplan
För andra betydelser, se Stureplan (olika betydelser).
Stureplan är ett torg i Stockholms innerstad i stadsdelen Östermalm, vid gränsen till Norrmalm. Vid torget möts Kungsgatan, Birger Jarlsgatan, Biblioteksgatan och Sturegatan.
På Stureplan står regnskyddet Svampen i betong. I dess närhet finns ett flertal krogar, till exempel Spy Bar, Hell's Kitchen, East och Sturecompagniet. Uttrycken ”brats” och ”stekare” förknippas med denna del av Stockholms uteliv. Vid Stureplan ligger även Sturegallerian och hotell Scandic Anglais. Området är känt för en koncentration av finansiellt inriktade företag.
| Stureplan år 1938–1939, med Hotel Anglais i mitten (rivet 1959) |  | Samma vy år 2007. |
| Stureplan år 1938–1939, med Hotel Anglais i mitten (rivet 1959) |  | Samma vy år 2007. |

## Historik

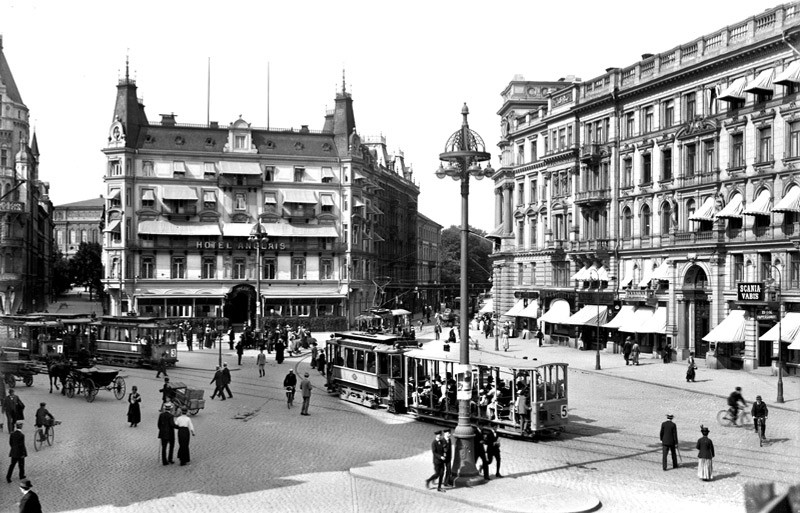
Stureplan, vy mot norr med Hotell Anglais i fonden, 1900-talets början.

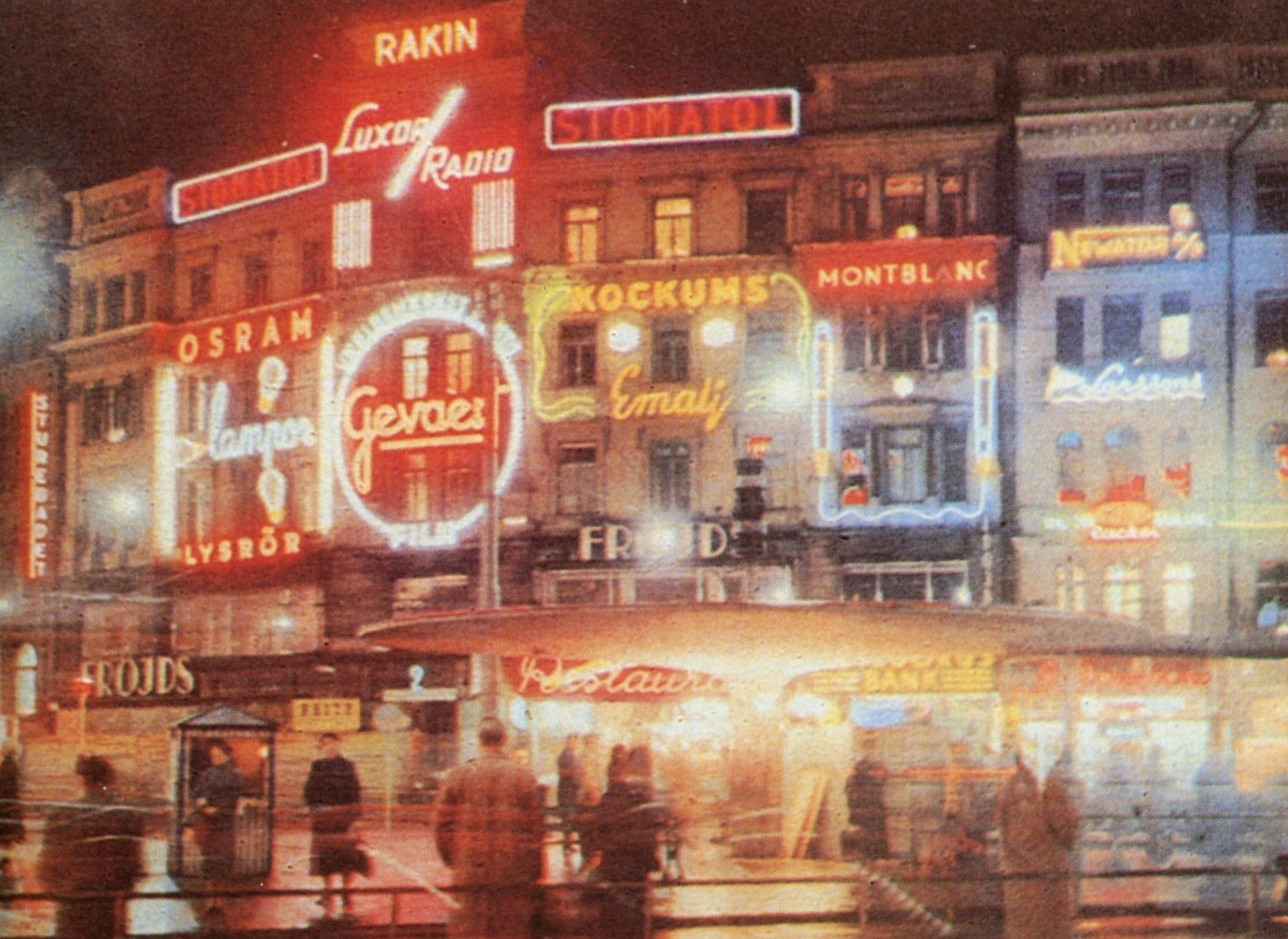
Stureplan badar i neonreklam, här på Bångska palatsets fasad, 1957.

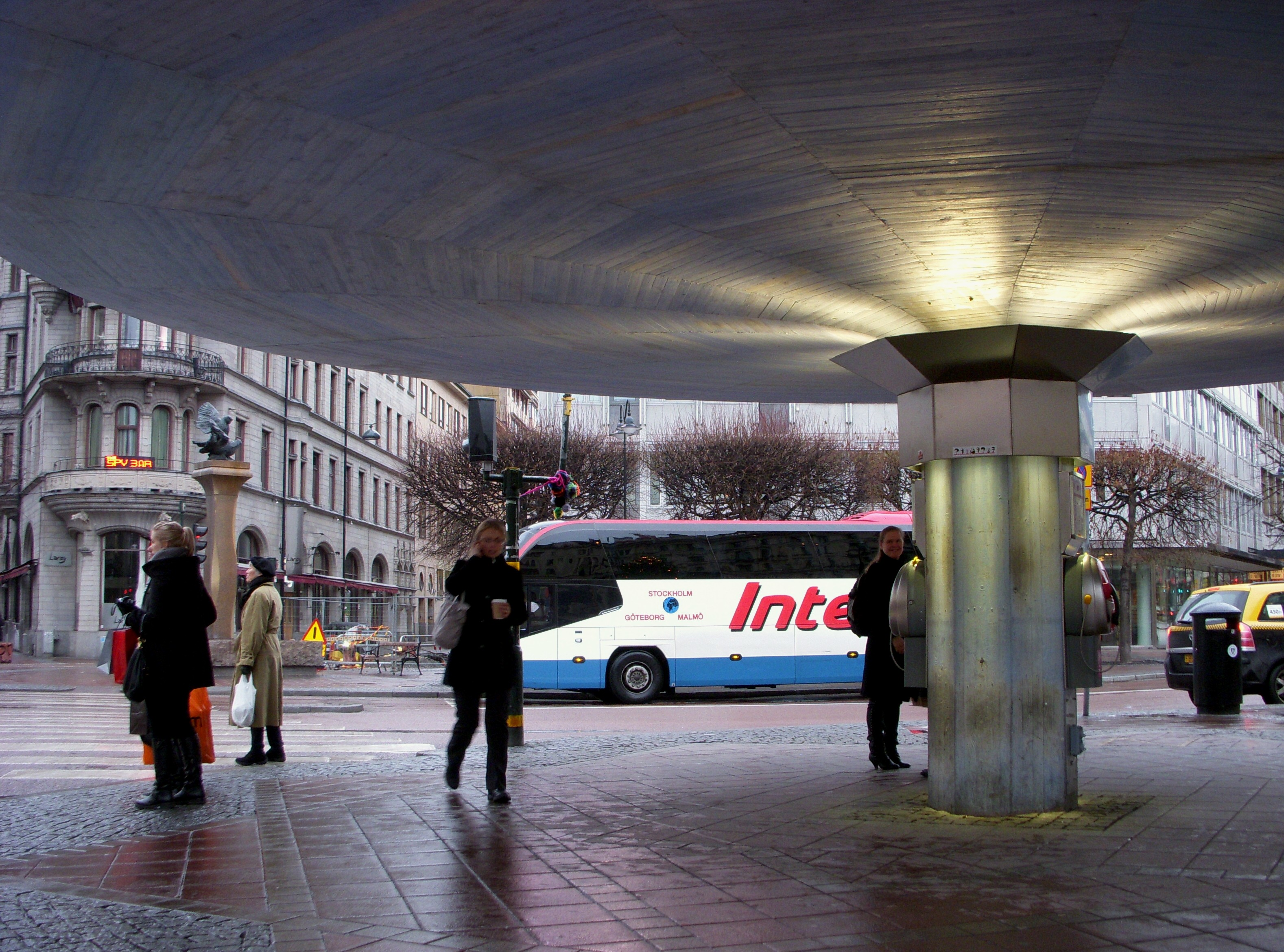
Under ”Svampen”, 2009.

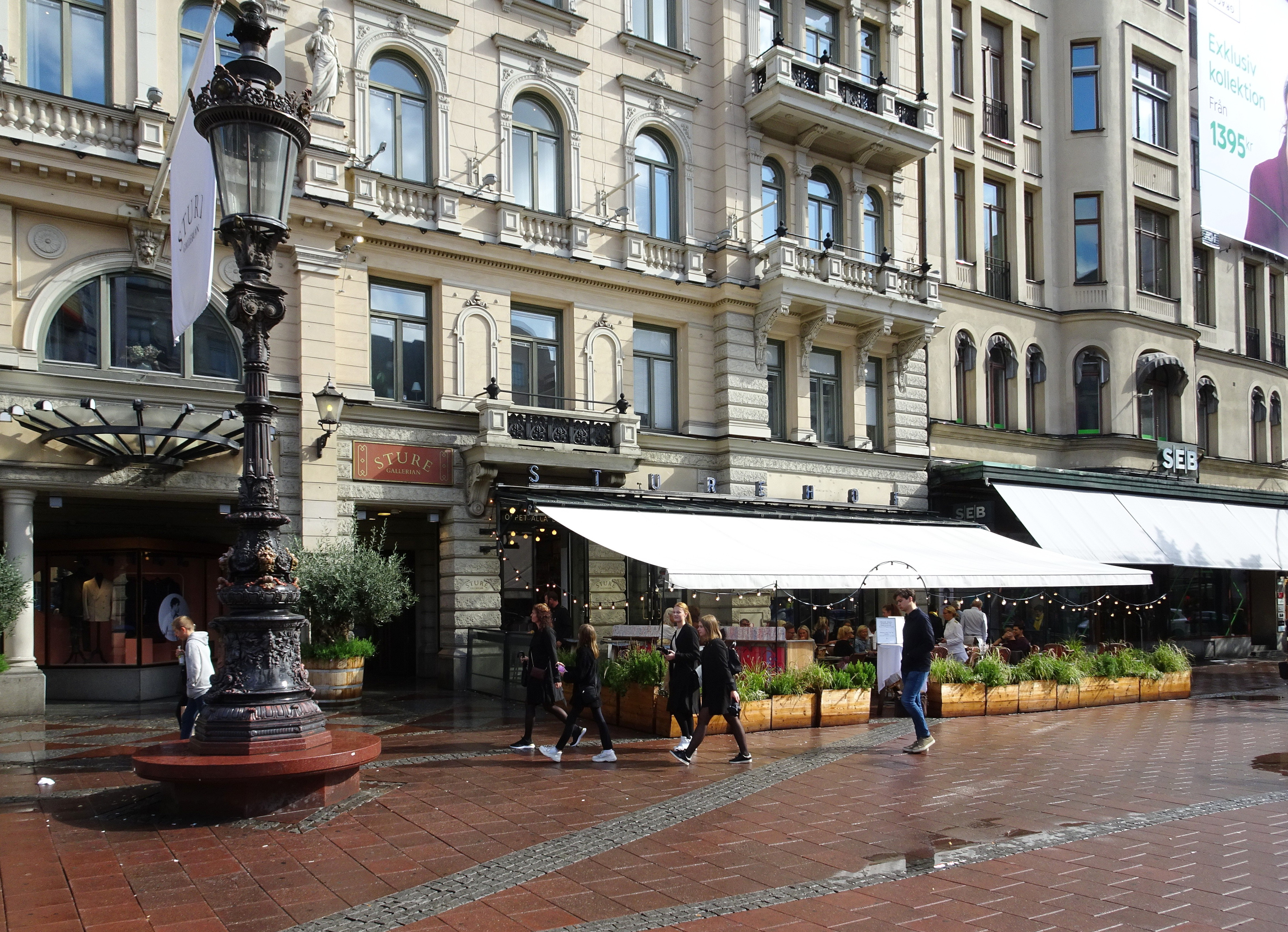
Restaurang Sturehof med Carlssons lykta till vänster, september 2019.

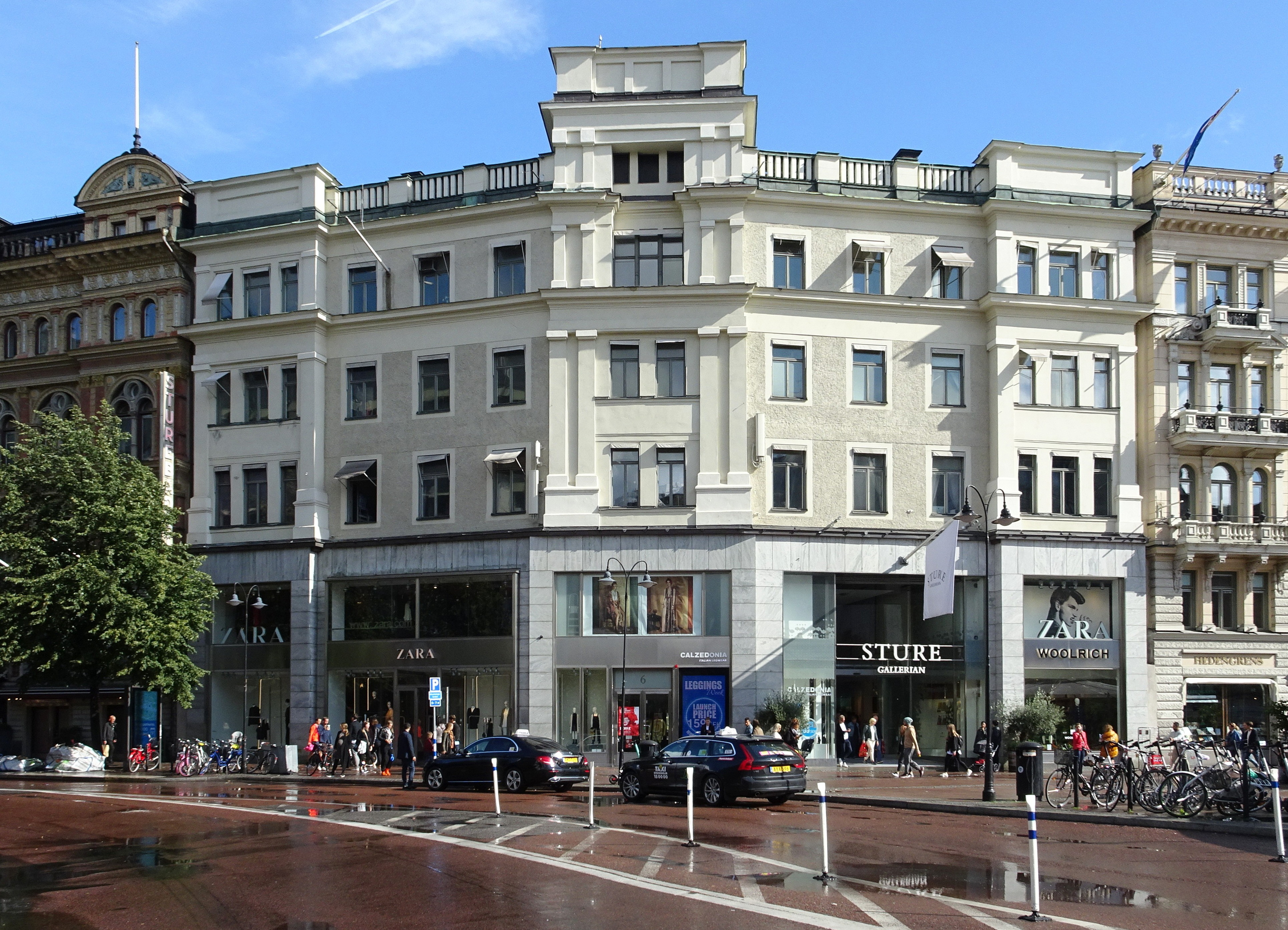
Bångska palatset september 2019.

Nuvarande Stureplan fick vid namnrevisionen år 1885 namnet Stureplanen; då hade Sturegatans sträckning förlängts till Stureplan. Neddragningen av Sturegatan till nuvarande Stureplan var ett av Albert Lindhagens stadsplaneprojekt som godkändes av stadsfullmäktige i november 1877.
Namnberedningen föreslog år 1932 att namnet skulle ändras till Stureplan. Senare kallas Stureplan ”ett av åttiotalets vackraste påhitt” och ansågs av många vara ”det fashionabla Stockholms medelpunkt”. Namnet Sture är efter de adliga ätterna Sture, vars mest kända medlemmar var riksföreståndarna Sten Sture den äldre, Svante Nilsson (Sture) och Sten Sture den yngre.
Stureplan var Sveriges dyraste reklamplats för ljusskyltar och en fastighetsägare med fyra till fem skyltar på fasaden kunde få in en årshyra på runt 50 000 kronor på 1950-talet. Byggnaderna runt Stureplan var formligen tapetserade med lysande reklamskyltar. Här trängdes bland annat Gevaert-skylten, Lipton's té,  Marabou-skylten,  Osram-skylten  och Pommac-skylten. Även Stomatol, Luxor Radio och Kockums emalj var representerade på denna attraktiva reklamplats. Det fanns en särskild fastighet i fonden av Stureplan som var en speciellt attraktiv plats och det var Bångska palatset. Byggnadens läge gjorde att man såg fasaden över hela Stureplan, en bit in på Birger Jarlsgatan och längs hela Kungsgatan. Idag (2010) finns ingen reklam längre på Bångska palatset, bortsett från några enstaka ljusskyltar i höjd med bottenvåningen (läs mer: Ljusskyltar i Stockholm).
Stureplan var en central och livlig plats fram till 3 september 1967 då högertrafiken infördes och spårvagnarna försvann. Från en viktig bytespunkt med tidningskiosk under svampen blev den en steril ö omgiven av biltrafik. Då Sturegallerian byggdes i kvarteret Sperlingens backe i slutet av 1980-talet beslöt man att bygga om platsen. Ön förenades med kvarteret och blev en förplats till gallerian. Man utlyste en allmän arkitekttävling för utformningen. 89 förslag kom in. Förslaget ”Planvärk” från Ornässtugan arkitektbyrå vann och genomfördes. Det var två arkitekter, Björn Bränngård och Jost Assmann, som tillsammans med skulptören Torsten Fridh låg bakom förslaget. 
Den nya trafiklösningen krävde att Svampen skulle rivas. Staden ville ersätta den med en fontän, som vunnit andra pris i arkitekttävlingen. Men efter protester byggdes en kopia 4 meter från den gamla platsen. Torget fick en röd beläggning med linjer i smågatsten som följer Sturegatans och Birger Jarlsgatans riktningar. Även de asfalterade gatorna blev röda med älvdalskvartsit som ballast.
Muren mot Birger Jarlsgatan i granit från Vätö följer den gamla bäcken, ”rännilen”, som rann från Träsket vid Jarlaplan till Katthavet i Nybroviken. Skulpturen heter ”Vågrörelse” och skyddar platsen från Birger Jarlsgatans trafik. Förutom den har Torsten Fridh även gjort fontänen ”Höken och duvan” i Biblioteksgatans fond.

## Byggnadsverk (urval)
Svampen
Stureplan är känt för Svampen. Detta är en betongpelare formad som ett svamptak, vid vars rot det finns ett antal telefonautomater. Många människor stämmer dagligen träff vid svampen, som är 3,29 meter hög. Ursprungssvampen ritades av arkitekt Holger Blom och invigdes den 20 november 1937 och var avsedd som väderskydd för resenärer som skulle resa med spårvagn eller buss. Då den behövde flyttas några meter uppfördes i stället en helt ny svamp efter ursprungsritningarna. Den invigdes den 10 oktober 1989.
Carlssons lykta
Carlssons lykta är en gaslykta på Stureplan utanför entrén till Sturegallerian som består av en rik dekorerad gjutjärnstolpe med rund lykthus och sittbänk nedanför. Bland utsmyckningarna märks Stockholms vapen Sankt Erik och lejonansikten. Lyktan formgavs 1885 av bildhuggaren Daniel Carlsson och tillverkades på Bolinders Mekaniska Verkstads AB vid Klara sjö på Kungsholmen. När Stureplan omgestaltades 1990 fick lyktan här en hedersplats.
Övriga byggnader och verksamheter
- Hotell Anglais, ett hotell grundat 1885 och ritat av Helgo Zetterwall som revs 1959.
- Restaurang Brända tomten, Stureplan 13 som lades ner 1987 (idag finns den asiatiska restaurangen East på platsen).
- Bångska palatset, ett palats ritat 1883 av arkitekt Adolf Emil Melander.
- Daneliuska huset, ett bostadshus ritat 1898–1900 av arkitekt Erik Josephson.
- Höken och duvan, en fontänskulptur av Torsten Fridh rest 1990.
- Johnsonlinjens hus, uppfördes ursprungligen 1898–1899 för KM Lundbergs varuhus, arkitekt Erik Josephson.
- Lilljekvists hus, uppfört av arkitekten Fredrik Lilljekvist 1897
- Nordstjernanhusets byggnadsur på Johnsonlinjens hus, arkitekt Ivar Tengbom.
- Sturegallerian, en shoppinggalleria som byggdes mellan åren 1988 och 1989.
- Sturebadet, en bad- och friskvårdsanläggning, invigd 1885 och skapad av Carl Curman.
- Restaurang Sturehof, anrik fisk- och skaldjursrestaurang sedan 1897.
- Sturepalatset, ett kontorshus ritat 1924–1925 av arkitekt Cyrillus Johansson.